# Distribuzione binomiale
In teoria della probabilità la distribuzione binomiale è una distribuzione di probabilità discreta che descrive il numero di successi in un processo di Bernoulli, ovvero la variabile aleatoria {\displaystyle S_{n}=X_{1}+X_{2}+\dotsb +X_{n}} che somma {\displaystyle n} variabili aleatorie indipendenti di uguale distribuzione di Bernoulli {\displaystyle {\mathcal {B}}(p)}.
Esempi di casi di distribuzione binomiale sono i risultati di una serie di lanci di una stessa moneta o di una serie di estrazioni da un'urna (con reintroduzione), ognuna delle quali può fornire due soli risultati: il successo con probabilità {\displaystyle p} e il fallimento con probabilità {\displaystyle q=1-p}.

## Definizione
In sostanza, una variabile o processo può essere definito binomiale se rispetta tutti i seguenti criteri:
- il risultato di ogni evento può essere considerato di due sole tipologie: positivo o negativo, + o -, bianco o nero, successo o fallimento, ecc...
- ciascun evento è indipendente da tutti gli altri possibili
- il processo o variabile assume un determinato e fissato numero intero di valori
- la probabilità di successo/fallimento di ogni evento è costante

La distribuzione binomiale {\displaystyle {\mathcal {B}}(n,p)} è caratterizzata da due parametri:
- {\displaystyle n}: il numero di prove effettuate.
- {\displaystyle p}: la probabilità di successo della singola prova di Bernoulli {\displaystyle X_{i}} (con {\displaystyle 0\leq p\leq 1}).

Per semplicità di notazione viene solitamente utilizzato anche il parametro {\displaystyle q=1-p}, che esprime la probabilità di fallimento per una singola prova.
La distribuzione di probabilità è:
{\displaystyle P(k)=P(X_{1}+X_{2}+\dotsb +X_{n}=k)={\binom {n}{k}}p^{k}q^{n-k}}
cioè ogni successione con {\displaystyle k} successi e {\displaystyle n-k} insuccessi ha probabilità {\displaystyle p^{k}q^{n-k}}, mentre il numero di queste successioni, pari al numero di modi (o combinazioni) in cui possono essere disposti i {\displaystyle k} successi negli {\displaystyle n} tentativi, è dato dal coefficiente binomiale {\displaystyle \textstyle {\binom {n}{k}}={\frac {n!}{k!(n-k)!}}}.
La formula del binomio di Newton mostra come la somma di tutte le probabilità nella distribuzione sia uguale a {\displaystyle 1}:
{\displaystyle \sum _{k=0}^{n}P(S_{n}=k)=\sum _{k=0}^{n}{\binom {n}{k}}p^{k}q^{n-k}=(p+q)^{n}=(p+1-p)^{n}=(1)^{n}=1}

### Esempio
Per calcolare la probabilità di ottenere con 5 lanci di un dado (equilibrato a 6 facce) esattamente 3 volte "4", basta considerare i lanci come un processo di Bernoulli.
Ogni singola prova ha probabilità p=1/6 di ottenere "4" (successo) e probabilità q=5/6 di non ottenerlo (insuccesso). Il numero di successi con 5 prove è allora descritto da una variabile aleatoria S5 di legge B(5,1/6).
La probabilità di ottenere esattamente 3 volte "4" con 5 lanci (e 2 volte "non 4") è
{\displaystyle P(S_{5}=3)={\binom {5}{3}}(1/6)^{3}\ (5/6)^{2}=10(1/6)^{3}(5/6)^{2}=0{,}032\dotso }

## Caratteristiche
Siccome la distribuzione binomiale {\displaystyle {\mathcal {B}}(n,p)} descrive una variabile aleatoria {\displaystyle S_{n}} definita come la somma di {\displaystyle n} variabili aleatorie indipendenti {\displaystyle X_{i}} di uguale legge di Bernoulli {\displaystyle {\mathcal {B}}(p)}, molte caratteristiche di {\displaystyle S_{n}} possono essere ricavate da quelle di {\displaystyle X}:
- il valore atteso

{\displaystyle E[S_{n}]=\sum _{i=1}^{n}E[X_{i}]=nE[X]=np}
- la varianza

{\displaystyle {\text{Var}}(S_{n})=\sum _{i=1}^{n}\operatorname {Var} (X_{i})=n\operatorname {Var} (X)=npq}
- la funzione generatrice dei momenti

{\displaystyle g(S_{n},t)=\prod _{i=1}^{n}g(X_{i},t)=g(X,t)^{n}=(q+pe^{t})^{n}}
- la funzione caratteristica

{\displaystyle \phi _{S_{n}}(t)=\prod _{i=1}^{n}\phi _{X_{i}}(t)=\phi _{X}(t)^{n}=(q+pe^{it})^{n}}
- il coefficiente di skewness

{\displaystyle \gamma _{1}={\frac {q-p}{\sqrt {npq}}}}
- il coefficiente di curtosi

{\displaystyle \gamma _{2}={\frac {1}{n}}\left({\frac {1}{pq}}-6\right)}
La moda di {\displaystyle S_{n}} si ottiene confrontando le probabilità successive {\displaystyle P(k+1)/P(k)}. Se {\displaystyle p(n+1)} è un numero intero allora {\displaystyle P(p(n+1))=P(p(n+1)-1)} e la moda non è unica; se invece {\displaystyle p(n+1)} non è un intero allora la moda è pari alla sua parte intera {\displaystyle [p(n+1)]}.
Non esistono formule precise per la mediana di {\displaystyle S_{n}}, che tuttavia dev'essere compresa tra le parti intere inferiore e superiore di {\displaystyle np}, {\displaystyle \lfloor np\rfloor } e {\displaystyle \lceil np\rceil }. Se {\displaystyle np} è un intero allora la mediana è {\displaystyle np}. Se la funzione di ripartizione assume il valore {\displaystyle 1/2} (ad esempio {\displaystyle F(k)=1/2} per {\displaystyle p=1/2} ed {\displaystyle n=2k+1} dispari) allora tutti i valori dell'intervallo possono essere presi come mediana.

## Altre distribuzioni di probabilità
La distribuzione di Bernoulli {\displaystyle {\mathcal {B}}(p)} può essere considerata come un caso particolare di distribuzione binomiale {\displaystyle {\mathcal {B}}(1,p)}, che descrive un processo di Bernoulli con una sola prova: {\displaystyle S_{1}=X_{1}}.
Gli insuccessi in una sequenza di estrazioni da un'urna in un processo di Bernoulli sono descritti da una variabile aleatoria che segue la distribuzione di Pascal, un caso limite della quale è la distribuzione geometrica.
I successi in una sequenza di estrazioni da un'urna, eseguite senza reintroduzione degli estratti, sono descritti da una variabile aleatoria che segue la legge ipergeometrica.

### Convergenze
Per valori di {\displaystyle n} sufficientemente grandi la legge binomiale è approssimata da altre leggi.
Quando {\displaystyle n} tende a infinito, lasciando fisso {\displaystyle \lambda =np}, la distribuzione binomiale tende alla distribuzione di Poisson {\displaystyle P(\lambda )=P(np)}. In statistica quest'approssimazione viene solitamente accettata quando {\displaystyle n\geq 20} e {\displaystyle p\leq 1/20}, oppure quando {\displaystyle n\geq 100} e {\displaystyle np\leq 10}.
Per il teorema del limite centrale, quando {\displaystyle n} tende a infinito, lasciando fisso {\displaystyle p}, la distribuzione binomiale tende alla distribuzione normale {\displaystyle N(np,npq)}, di media {\displaystyle np} e varianza {\displaystyle npq}. In statistica quest'approssimazione viene solitamente accettata quando {\displaystyle np>5} e {\displaystyle nq>5}.
Più precisamente, il teorema del limite centrale afferma che
{\displaystyle \lim _{n\to \infty }{\frac {S_{n}-E[S_{n}]}{\sqrt {\operatorname {Var} (S_{n})}}}=\lim _{n\to \infty }{\frac {S_{n}-np}{\sqrt {npq}}}={\mathcal {N}}(0,1)}

### Generalizzazioni
Una generalizzazione della distribuzione binomiale {\displaystyle {\mathcal {B}}(p,n)} è la legge distribuzione Beta-binomiale {\displaystyle \mathrm {B} (a,b,n)}, che descrive la somma {\displaystyle S_{n}=X_{1}+X_{2}+\dotsb +X_{n}} di {\displaystyle n} variabili aleatorie indipendenti, ognuna con distribuzione di Bernoulli {\displaystyle {\mathcal {B}}(P)}, dove {\displaystyle P} segue la legge Beta {\displaystyle \mathrm {B} (a,b)}. (Al contrario della distribuzione binomiale, le {\displaystyle X_{i}} non hanno lo stesso parametro.)
La distribuzione binomiale è una delle quattro distribuzioni di probabilità definite dalla ricorsione di Panjer: {\displaystyle P(k)=(-{\tfrac {p}{q}}+{\tfrac {1}{k}}{\tfrac {(n+1)p}{q}})P(k-1)}.

## Statistica
Nell'inferenza bayesiana si utilizzano particolari relazioni tra la distribuzione binomiale e altre distribuzioni di probabilità.
Se {\displaystyle P} è una variabile aleatoria che segue la distribuzione Beta {\displaystyle \mathrm {B} (a,b)} e {\displaystyle S_{n}} è una variabile aleatoria con distribuzione binomiale {\displaystyle {\mathcal {B}}(p,n)}, allora la probabilità condizionata da {\displaystyle S_{n}=x} per {\displaystyle P} segue la distribuzione Beta {\displaystyle \mathrm {B} (a+x,b+n-x)}. In altri termini, la distribuzione Beta descrive {\displaystyle P} sia a priori che a posteriori di {\displaystyle S_{n}=x}.
In particolare la distribuzione continua uniforme sull'intervallo {\displaystyle [0,1]} è un caso particolare di distribuzione Beta {\displaystyle \mathrm {B} (1,1)}, quindi la distribuzione per {\displaystyle P}, a posteriori di {\displaystyle S_{n}=x}, segue la legge Beta {\displaystyle \mathrm {B} (x+1,n-x+1)}, che per inciso ha un massimo in {\displaystyle x/n}.